# کودکان کار در بولیوی
کودکان کار در بولیوی (انگلیسی: Child labor in Bolivia) دربارهٔ خردسالانی که در بولیوی بکار گرفته می‌شود بحث می‌کند.

## تعاریف
صندوق حمایت از کودکان سازمان ملل (یونیسف) کودکان کار را این گونه تعریف می‌کند: اطفالی که سن آن‌ها بین ۵ تا ۱۱ سال است و حداقل یکساعت در هفته در کارهای اقتصادی یا ۲۸ ساعت در هفته در کارهای خانگی بکار گرفته شوند، یا نوجوانانی که سن آن‌ها بین ۱۲ تا ۱۴ سال است و حداقل ۱۴ ساعت در هفته در کارهای اقتصادی یا ۲۸ ساعت درهفته در کارهای خانگی استخدام شوند. طبق تعریف سازمان بین‌المللی کار ILO کودکان کار از گذراندن طبیعی دوران طفولیت محروم می‌گردند و رشد طبیعی جسمی و روانی آن‌ها مورد آسیب قرار می‌گیرد.

## آمار
در گزارشی که در سال ۲۰۱۴ از جانب وزارت کار دولت ایالات متحده آمریکا منتشر شد اعلام گردید: ۲۰٫۲٪ کودکان بولیوی در سنین بین ۷ تا ۱۴ سال یعنی ۳۸۸۵۴۱ کودک، نیروی کار بولیوی را تشکیل می‌دهند. بیشتر کودکانی که به کار روی می‌آورند، بومی هستند تا شهری.

## انواع کارهای کودکان و شرایط کار
کودکان کار در انواع مشاغل بکار گرفته می‌شوند، ولی بیشتر در کار کشاورزی مورد بهره‌کشی قرار می‌گیرند. درصد بالایی از کودکان، حدود ۷۰٫۹٪ آن‌ها در کارهای کشاورزی استخدام می‌شوند، در کارهایی نظیر چرای گاو، کاشت و درو شاه‌بلوط، ذرت و نیشکر. در مناطق روستایی کودکان از سنین جوانی در کارهای مزارع کوچک شرکت داده می‌شوند، و در مزارع متوسط و بزرگ به کارهایی نظیر کاشت، درو، وجین کردن و چراندن رمه می‌پردازند. کودکانی که در مزارع کار می‌کنند در معرض مواد شیمیائی نظیر سموم دفع آفات قرار دارند و مجبورند که تا ساعات طولانی کار کنند، که بدین‌ ترتیب از رفتن به مدرسه و تحصیل بازمی‌مانند. کار کشت در مزارع بزرگتر سخت‌تر از کار در مزارع کوچک است، زیرا در این گونه مزارع کشاورز با سموم دفع آفات در تماس است و شرایط محیط کار سخت‌تر است و کار و تماس با وسائل کار کشاورزی می‌تواند به عفونتها و زخم بدنی منجر شود. کار کودکان روستایی در معادن بولیوی یک امر عادی است بطوریکه حدود ۱۳۵۰۰ کودک کار توسط سازمان بین‌المللی کار ILO در معادن بولیوی شناسایی شده‌است. در معادن تقسیم کار بدین‌ترتیب است که کارهای ساده مثل شستن لباس و جستجوی مواد معدنی خارج از معدن به عهده اطفال کم سن و دختران گذاشته شده و کار داخل معدن را که کار پر خطری است و با گازهای معدن در تماس است بر عهده پسران قرار دارد. اطفال مناطق شهری نیز در کارهای کشاورزی بکار گرفته می‌شوند، اما عمدتاً در مشاغل صنعتی و خدماتی مثل خدمات خانگی، فروشندگی، درودگری و خودفروشی استخدام می‌گردند. صندوق حمایت از کودکان سازمان ملل UNICEF گزارش می‌کند کارهایی که کودکان انجام می‌دهند برای آن‌ها خطرناک است.

## علت‌ها و دلایل

### فقر
بولیوی یکی از فقیرترین کشورهای آمریکای جنوبی است، که ۴۵٪ مردم در زیرخط فقر زندگی می‌کنند. فقر عامل اصلی کار کودکان در بولیوی است، کودکان در خانواده‌های فقیر کار می‌کنند تا به خانواده خود در امر معیشت کمک کنند. دسترسی خانواده‌ها به امکانات مالی بیشتر روی (کاهش) کار کودکانشان تأثیرگذار است.

### آموزش
عدم دسترسی به آموزش یک عامل مهم و نتیجه کار کودکان است. ۵۱٪ دختران شانس رفتن به مدرسه را ندارند و به کار روی می‌آورند که عمدتاً کارهای خانگی است و از پسران بومی ۶۰٪ شانس رفتن به مدرسه را ندارند که به کار می‌پردازند. سطح تحصیلات والدین در فرستادن یا نفرستادن فرزندان مؤثر است، هرچه سطح تحصیلی والدین کمتر باشد، احتمال نفرستادن فرزند به مدرسه و تشویق آن‌ها به کار بیشتر است. هزینه بالای آموزش در بولیوی یکی از دلایلی است که مانع می‌شود خانواده‌های فقیر کودکانشان را به مدرسه بفرستند. علت کار کودکان نه فقط به دلیل وضع بد اقتصادی است بلکه ناشی از عقب‌ماندگی فرهنگی نیز هست. دیدگاه غرب می‌گوید کودک آسیب‌پذیر است و باید مورد سرپرستی قرار گیرد و آن‌ها را به کار نگرفت، در حالیکه بر طبق تحقیقات هاسون و واندیل(۲۰۰۳)، Hanson and Vandaele(2003), کودکان کار در بولیوی با این رویکرد غرب موافق نیستند و حق خود می‌دانند تا کار کنند تا شایستگی اجتماعی کسب نمایند.

## اقدامات علیه کار کودکان
برنامه سال (۲۰۱۳ تا ۲۰۱۷) صندوق حمایت از کودکان سازمان ملل UNICEF شعبه بولیوی متعهد به افزایش حمایت مدیریتی و نظارت بر سیستمهای خدمات اجتماعی است تا کودکان را در مقابل سوء استفاده جنسی و بدرفتاری محافظت نماید. برنامه بین‌المللی از بین بردن پدیده کودکان کار سازمان بین‌المللی کار ILO در بولیوی، علیه بهره‌کشی از کودکان فعالیت می‌کند و از طریق تحقیقات و گرفتن آمار از علت کار کودکان و عدم دسترسی به تحصیل و نیز نظارت بر بدترین اشکال کار کودکان، سعی دارد تا همه کودکان به‌طور عادلانه به آموزش دسترسی داشته باشند. بولیوی در سال ۱۹۹۰ پیمان حقوق کودکان سازمان ملل UN را امضا کرد. این دولت همچنین پیمان رعایت حداقل سن کودکان کار سال ۱۹۷۳ مربوط به سازمان بین‌المللی کار ILO را پذیرفت، بعلاوه این دولت پیمان از بین بردن بدترین شکل کار کودکان سازمان بین‌المللی کار ILO را نیز امضا کرد. بولیوی در ماه ژوئیه سال ۲۰۱۴ قانون جدید استخدام نوجوانان و کودکان را از تصویب گذراند که در آن حد اقل سن برای خردسالان جهت استخدام ۱۰ سال مشخص شده‌است و شرایط مشخصی نیز برای محیط کار معین کرده‌است. قانون جدید می‌گوید که کودکان بین ۱۰ تا ۱۲ساله می‌توانند شغل آزاد داشته باشند و کودکان بین ۱۲ و ۱۴ ساله را می‌توان به‌طور قراردادی استخدام کرد بشرط آنکه با امر تحصیل و مدرسه آن‌ها تداخل نکند و رضایت والدین آن‌ها نیز جلب شده باشد.